# Braune Tageule

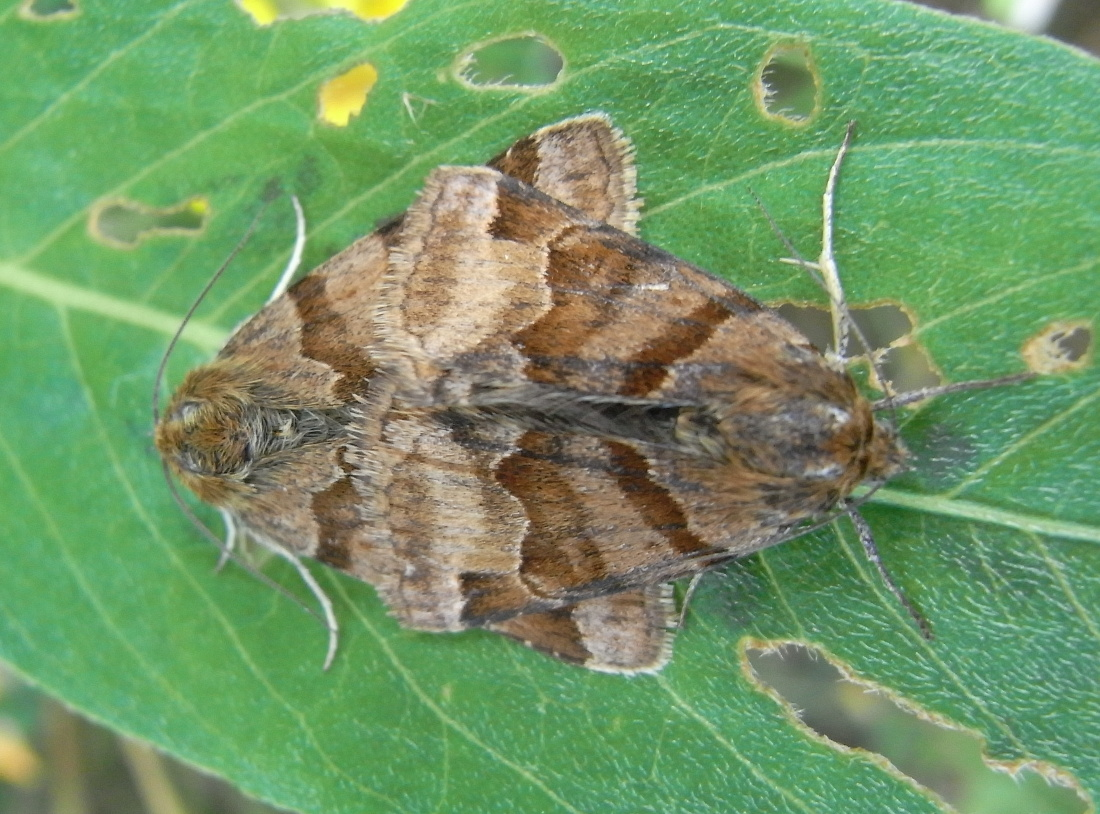
Bei der Paarung

Die Braune Tageule (Euclidia glyphica) ist ein Schmetterling (Nachtfalter) aus der Familie der Eulenfalter (Noctuidae).

## Merkmale
Die Falter erreichen eine Flügelspannweite von 25 bis 30 Millimetern. Sie haben graubraune Vorderflügel, auf denen zwei dunkel- oder rotbraune Querbinden und eine weitere braune Binde am Flügelaußenrand zu sehen sind. Des Weiteren haben sie nahe der Flügelspitze am Flügelvorderrand einen dunkel- oder rotbraunen, dreieckigen Fleck. Die Hinterflügel sind dunkelbraun und am äußeren Flügeldrittel gelb gefärbt.
Die Raupen werden ca. 40 Millimeter lang. Sie sind denen der Scheck-Tageule (Callistege mi) sehr ähnlich, haben aber drei Bauchbeinpaare, wobei das erste Paar deutlich kleiner ist. Ihre Grundfarbe ist gelbbraun, sie haben mehrere dunkelbraune Längslinien und unter den Stigmen eine breite, etwas heller gelbliche Längslinie.

## Geographische Verbreitung und Lebensraum
Die Tiere kommen in Mitteleuropa häufig und weit verbreitet vor und leben sowohl in trockenen als auch in feuchten Gebieten, wie z. B. auf Moorwiesen, Wiesen und Trockenrasen.

## Lebensweise
Die Braune Tageule bildet zwei Generationen im Jahr, deren Falter von Ende April bis Mitte Juli und von Ende Juli bis Ende August fliegen. Die Tiere sind, ungewöhnlich für Eulenfalter, tagaktiv und fliegen Blüten an. Die Weibchen legen ihre hellgrünen Eier in Reihen an die Futterpflanzen, selten auch auf trockene Gräser. Die Raupen sind von September bis Oktober (erste Generation) und von Juni bis August (zweite Generation) anzutreffen. Man findet die Raupen tagsüber auf den Futterpflanzen sitzend. Ihre Fortbewegung ähnelt denen von Spannerraupen. Die Raupen fressen an Schmetterlingsblütlern, wie Luzerne (Medicago sativa), Gewöhnlichem Hornklee (Lotus corniculatus), Vogel-Wicke (Vicia cracca), Rotklee (Trifolium pratense), Wiesen-Platterbse (Lathyrus pratensis) und Hufeisenklee (Hippocrepis comosa). Sie überwintern als Puppe am Boden.